# Cayo Levisa
Cayo Levisa es el nombre de una isla de 250 hectáreas (2,5 km²) que se encuentra a unos 6,7 km de la costa norte de Cuba en el golfo de México, en la provincia de Pinar del Río, que forma parte del archipiélago de los Colorados. En la isla solo existe un hotel, el Hotel Cayo Levisa, para prevalecer el estado natural de la zona en su estado más puro. 
La costa norte de la isla es parte de una playa de arena de aproximadamente 4 km de color blanco y muy fina, detrás de la cual corre, a lo largo de una franja un bosque de pinos. El lado sur de la isla está cubierta por un bosque de manglares inaccesibles. 
Cayo Levisa es un paraíso para los pelícanos y otras aves de gran tamaño. La isla es accesible tres veces al día a través de un paseo en ferry de 30 minutos desde Palma Rubia, en Pinar del Río. El muelle del ferry es un aparcamiento vigilado. Existe un servicio de autobús a la terminal del ferry a 177 kilómetros de La Habana.
El Hotel Cayo Levisa se compone de cerca de 56 cabañas en la playa y se construyen más hasta llegar a 78, además de un bloque de servicio compuesto por Recepción, Tienda, ciber-café, Lobby, restaurante, cocina y Lobby Bar. El principal grupo destinatario son los buzos, que exploran los diversos lugares que hay para visitar en la isla. Cerca de la playa se practican los deportes de agua, que ofrece el hotel, pero principalmente los turistas disfrutan de pura playa solo unos pocos días en el Cayo.